# Peridroma
Peridroma là một chi bướm đêm thuộc họ Noctuidae.

## Selected Species
- Peridroma albiorbis (Warren, 1912)
- Peridroma ambrosioides (Walker, 1857)
- Peridroma chersotoides (Butler, 1881)
- Peridroma chilenaria Angulo & Jana-Sáenz, 1984
- Peridroma cinctipennis (Butler, 1881)
- Peridroma clerica (Butler, 1882)
- Peridroma coniotis (Hampson, 1903)
- Peridroma differens (Walker, [1857])
- Peridroma neurogramma (Meyrick, 1899)
- Peridroma saucia (Hübner, [1808])
- Peridroma selenias (Meyrick, 1899)
- Peridroma semidolens (Walker, 1857)

## Hình ảnh

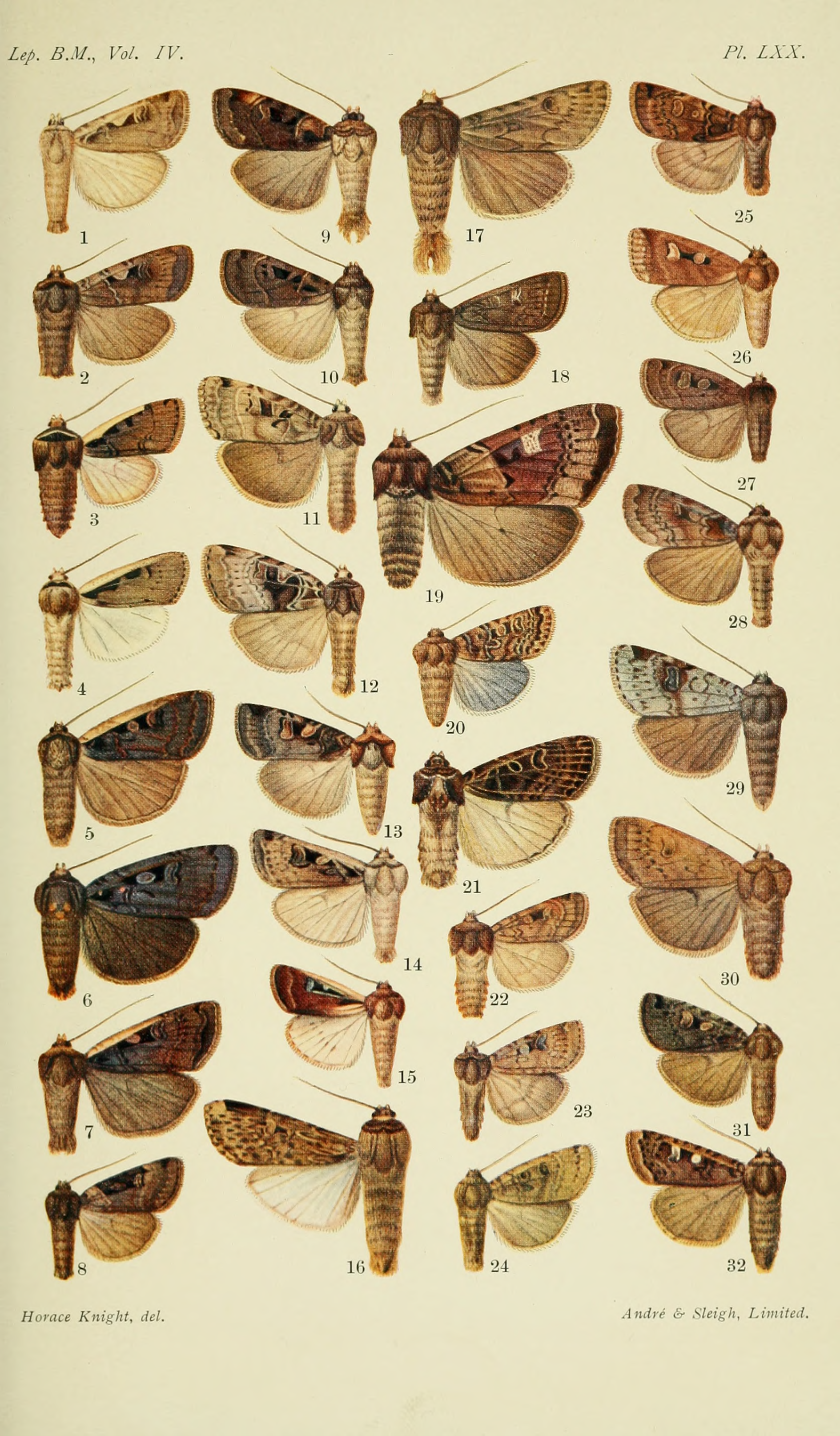
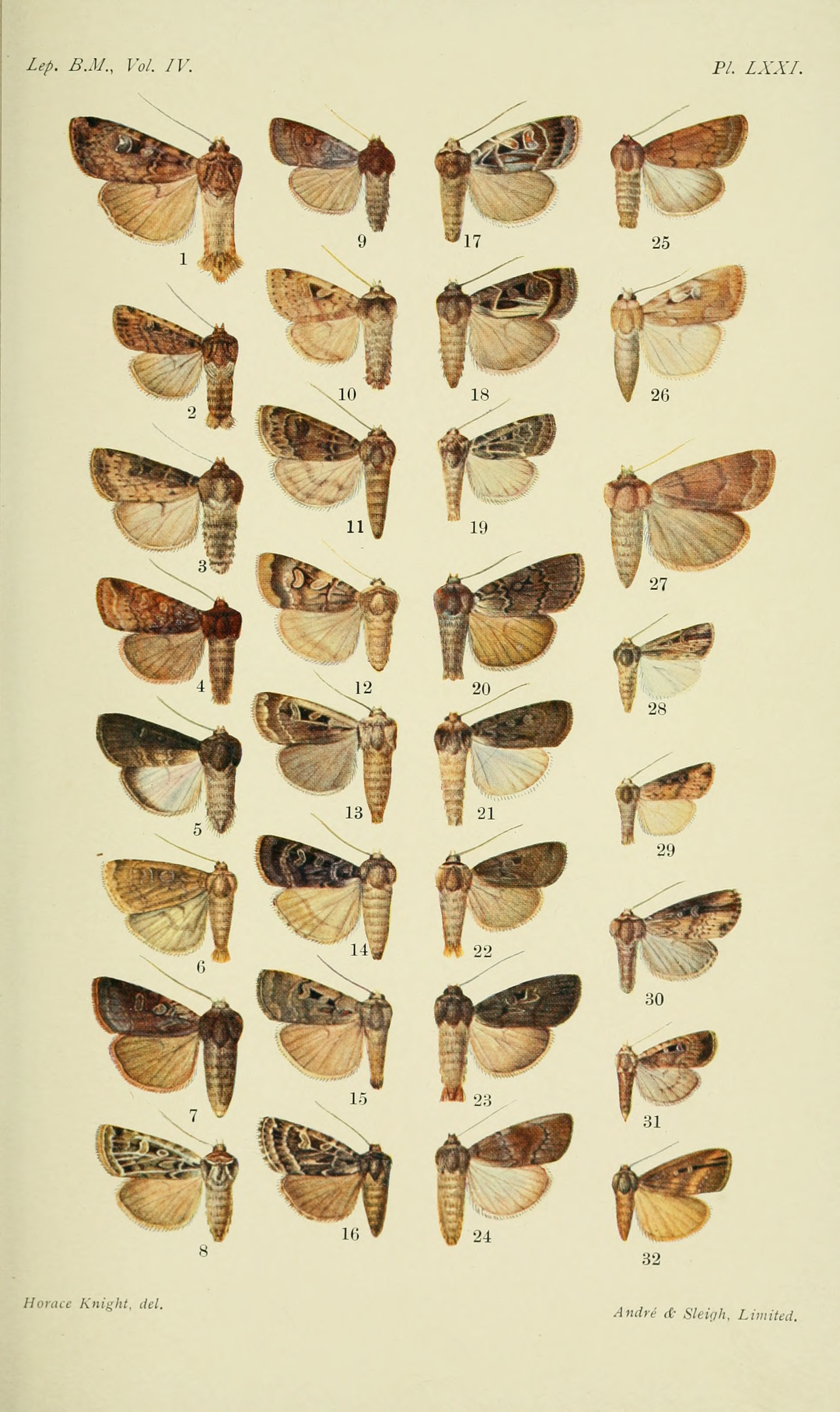